# Armour-Geddon 2: Codename Hellfire
Armour-Geddon 2: Codename Hellfire è un videogioco strategico/d'azione pubblicato dalla Psygnosis per Amiga nel 1994.